# Steven Wright
Steven Alexander Wright, född 6 december 1955 i Cambridge, Massachusetts, är en amerikansk skådespelare, komiker och författare.

## Filmografi (urval)
- 1985 – Susan, var är du?
- 1986 – Coffee and Cigarettes
- 1988 – The Appointments of Dennis Jennings (även manus; kortfilm)
- 1992 – De hänsynslösa (röst)
- 1994 – Natural Born Killers
- 1994 – Svanprinsessan (röst)
- 1994 – På tal om kärlek
- 1994 – Julnötter
- 1995 – Canadian Bacon
- 1998 – Half Baked (ej krediterad)
- 1998 – Babe - En gris kommer till stan (röst)
- 1999 – Drömfabriken
- 2000 – Loser
- 2003 – Coffee and Cigarettes (delen "Strange to Meet You")
- 2005 – Maskens återkomst
- 2011 – Louie (TV-serie) (avsnittet "New Jersey/Airport")
- 2017 – The Emoji Movie (röst)